# Mierzenie jakości w oświacie
Mierzenie jakości (oświata) – polega na zorganizowanym i systematycznym analizowaniu oraz ocenianiu stopnia spełniania przez szkołę lub placówkę oświatową wymagań wynikających z ich zadań, z uwzględnieniem opinii uczniów, rodziców i nauczycieli. 
Mierzenie jakości polega na rozpoznawaniu, czy szkoła spełnia, w szczególności wymagania wynikające z jej zadań określonych w prawie oświatowym. Ponadto mierzenie jest również rozpoznawaniem, czy to, do czego szkoła zmierza i jak to realizuje, jest odpowiednie do potrzeb, możliwości i oczekiwań uczestników procesu edukacyjnego, a w szczególności uczniów, rodziców oraz nauczycieli. Mierzenie jest więc porównywaniem stanu faktycznego ze stanem pożądanym. 
Mierzenie jakości pracy szkoły jest procesem złożonym, wymagającym planowego i zorganizowanego działania. 
W mierzeniu stosowane są różnorodne procedury. Do najbardziej znanych zalicza się: 
- hospitacja,
- ewaluacja,
- monitorowanie.